# Pangtonggal
Pangtonggal is een bestuurslaag in het regentschap Pamekasan van de provincie Oost-Java, Indonesië. Pangtonggal telt 3402 inwoners (volkstelling 2010).